# Засуха Тетяна Володимирівна
Тетя́на Володи́мирівна Засу́ха  (*25 квітня 1964, Пологи, Васильківський район, Київська область, Українська РСР) — український політик та підприємець, член Партії регіонів (з листопада 2005), народний депутат України, член Комітету з питань аграрної політики та земельних відносин (з липня 2006), член фракції Партії регіонів (з травня 2006). Герой України, доктор сільсько-господарських наук, кандидат біологічних наук.
Чоловік — Анатолій Андрійович Засуха, екс-голова Київщини.

## Біографія
Народилась 25 квітня 1964 (с. Пологи, Васильківський район, Київ. обл.); українка; мати Войтенко Антоніна Федотівна (1936) — пенсіонер; чоловік Засуха Анатолій Андрійович (1958) — колишній голова Київської облдержадміністрації і обласної ради; син Андрій (1986) — президент футбольного клубу «Колос» (Ковалівка).
За фактом нецільового використання коштів державного бюджету в особливо великих розмірах слідчим відділом УМВС України на Південно-Західній залізниці 09.02.2005 року була порушена кримінальна справа за ознаками злочину, передбаченого ч. 2 ст. 210 КК України (Порушення законодавства про бюджетну систему України).

### Освіта і наука
Білоцерківський сільсько-господарський інститут (1986), зооінженер; Київський державний педагогічний інститут (1992), біолог; кандидатська дисертація «Вплив сапонітової добавки на продуктивність і біологічну цінність продукції великої рогатої худоби і свиней» (Інститут кормів УААН, 1993); докторська дисертація «Нові дисперсні матеріали у тваринництві» (Інститут кормів УААН, 1997).

### Політична кар'єра
Народний депутат України 4-го скликання 04.2002-04.06, виборчий округ № 94, Київ. обл., самовисування. За 50.92 %, 13 суперників. На час виборів: народний депутат України, член АПУ. член фракції «Єдина Україна» (05.-06.2002), член фракції партій ППУ та «Трудова Україна» (06.2002-04.04), член фракції політичної партії «Трудова Україна» (04.-12.2004), позафракційна (12.2004-04.05), член групи «Союз» (04.-05.2005), член фракції Партії регіонів «Регіони України» (з 11.2005), член Комітету з питань аграрної політики та земельних відносин (з 06.2002).
Народний депутат України 5-го скликання з 04.2006 від Партії регіонів, № 117 в списку. На час виборів: народний депутат України, член ПР.
Народний депутат України 6 скликання з 11.2007 від Партії регіонів, № 138 в списку. На час виборів: народний депутат України, член ПР.

#### Парламентські вибори 2012 року
На виборах у Верховну Раду України 2012 року згідно з підсумковим протоколом окружної виборчої комісії (ОВК) визначена переможцем в одномандатному виборчому окрузі № 94. При цьому Віктор Романюк, кандидат у депутати від Об'єднаної опозиції, оскаржив у ЦВК дії окружкому, який визнав недійсними голосування на 27 дільницях округу, на яких проголосували близько 30 тисяч жителів області (за іншими даними — 15 тисяч). За заявою представників Об'єднаної опозиції на цьому окрузі з відривом у 10 тисяч голосів переміг саме Віктор Романюк.
Рішенню ОВК передували 28 судових позовів про визнання виборів недійсними на окремих виборчих дільницях (на кожній з яких зі значним відривом переміг кандидат від ВО «Батьківщина») до Обухівського та Васильківського районного судів. Значна частина позовів була подана від кандидата Тетяни Засухи, інші — від маловідомих кандидатів. В усіх 17 позовах поданих до Обухівського суду підставою для визнання виборів недійсними було те, що в день виборів на засідання відповідних ДВК не допустили спостерігачів. — Хоча, за інформацією Громадської мережі «ОПОРА», більшість цих дільниць на той час вже здала протоколи до ОВК, і відповідних скарг не надходило.
У зв'язку з подальшим рішенням ОВК № 94 заступник голови ЦВК Жанна Усенко-Чорна зазначила, що «оголошені головою ОВК відомості не відображають результатів волевиявлення. Якщо раніше голоси на дільницях кралися, то в цьому окрузі здійснили злочинний розбій»..
В результаті ЦВК ухвалила звернутися до ВР з проханням призначити перевибори в 94 окрузі, тому що вони відбулися з порушеннями законодавства.

### Підприємництво
Тетяна Засуха очолює агрофірму «Світанок», яка базується у селі Ковалівка, Васильківський район, Київська область. Підприємство орендує близько 45 тис. гектарів землі в Київській та Житомирській областях у 13 тис. орендодавців.

## Сім'я
Чоловік — Засуха Анатолій Андрійович, народний депутат України. Син Андрій (1986). Сім'я живе у селі Ковалівка, яка фактично стала власністю Засух.

## Нагороди
- Звання Герой України з врученням ордена Держави (21 серпня 2003)[13] — за визначні особисті заслуги перед Українською державою у розвитку агропромислового комплексу, впровадження сучасних форм господарювання, активну громадсько-політичну діяльність
- Орден «За заслуги» I ст. (13 листопада 2001)[14], II ст. (10 листопада 1998)[15]
- Почесна відзнака Президента України (16 листопада 1995)[16]